# 秋元孝文
秋元 孝文（あきもと たかふみ、1970年 - ）は、日本のアメリカ文学者。甲南大学文学部教授。

## 略歴
青森県出身。青森県立弘前高等学校、神戸市外国語大学外国語学部英米学科卒業。慶應義塾大学大学院文学研究科アメリカ文学専攻（巽孝之ゼミ）博士課程単位取得退学。2000年甲南大学文学部講師。2010年教授。

## 著書
- 『現代作家ガイド1 ポール・オースター』（共著、彩流社、1996年）
- 『物語のゆらめき』（共著、南雲堂、1998年）
- 『英米文学のリヴァ－ブ 境界を超える意志』（共著、開文社、2004年）
- 『心と身体の世界化』（共著、人文書院、2006年）
- 『ドルと紙幣のアメリカ文学 貨幣制度と物語の共振』（彩流社、2018年）

## 翻訳
- エトガル・ケレット『あの素晴らしき七年』（新潮クレスト・ブックス、2016年）
- ジョージ・オーウェル 『あなたと原爆　オーウェル評論集』（光文社古典新訳文庫、2019年）